# 윤기욱
윤기욱(2006년 10월 10일 ~ )은 대한민국의 축구 선수로, 포지션은 골키퍼이다. 현재 K리그1의 FC 서울에서 활동하고 있다.